# Rada Narodowa Lwowska
Rada Narodowa Lwowska lub Centralna Rada Narodowa – polska organizacja demokratyczna, mająca cechy parlamentu galicyjskiego, utworzona we Lwowie w okresie Wiosny Ludów, w kwietniu 1848, z inicjatywy członków Komitetu Narodowego. Dążyła do skoordynowania działalności wszelkich rad w Galicji w celu przejęcia władzy. 
Rada Narodowa Lwowska reprezentowała głównie polskie ziemiaństwo, mieszczaństwo oraz inteligencję, o poglądach demokratycznych. Jej konkurencję stanowiła ukraińska Główna Rada Ruska. Przeciwnikiem Rady było również Stowarzyszenie Właścicieli Większych Posiadłości Wiejskich.

## Utworzenie Centralnej Rady Narodowej
O utworzeniu Rady zdecydowali wieczorem 13 kwietnia Franciszek Smolka, Robert Hefern i Jan Dobrzański, i oni zaprosili członków założycieli.
Zebranie założycielskie odbyło się 14 kwietnia 1848 w redakcji Dziennika Mód Paryskich. Wśród założycieli byli: Franciszek Jan Smolka, Robert Hefern, Tadeusz Wasilewski, Jan Dobrzański, Kasper Boczkowski, Józef Dzierzkowski, Ferdynand Cielecki, Michał Czacki, Mieczysław Weryha Darowski, Tytus Dzieduszycki, Aleksander Fredro, dr Piotr Gross, ks. Piotr Korotkiewicz, ks. Onufry Krynicki, Oswald Menkes, Sebastian Moskwa, Albin Ruebenbauer, Marian Sroczyński, ks. Roman Zubrzycki.
15 kwietnia zdecydowano o utworzeniu czasopisma „Rada Narodowa”, którego redaktorem został Jan Dobrzański. Podjęto również decyzję o włączeniu do Rady wszystkich członków delegacji do Wiednia, zorganizowanej przez Komitet Narodowy.

## Organizowanie prac Rady
Centralna Rada Narodowa zaraz po utworzeniu powiadomiła gubernatora o swoim powstaniu. Równocześnie jej członkowie rozpoczęli opracowywanie programu Rady oraz regulaminu obrad. Rozpoczęto również organizowanie sieci Obwodowych Rad Narodowych, podporządkowując jej lokalne działające już Komitety Narodowe, lub tworząc nowe Rady. 18 kwietnia Rada zaapelowała Rad Obwodowych o przysyłanie delegatów do Centralnej Rady. 10 maja ujednolicono działanie Rad Obwodowych.
Od 16 kwietnia obrady Centralnej Rady odbywały się w gmachu Teatru Skarbkowskiego.

## Skład Centralnej Rady Narodowej
Rada po przyjęciu delegatów szlachty oraz przedstawicieli Rad Obwodowych liczyła około 170 osób.

## Zakończenie działalności Rady
Rada była wielokrotnie bojkotowana przez władze austriackie, co się przyczyniło do rozwiązania jej w czasie pacyfikacji Lwowa przez Austriaków w listopadzie 1848.

## Literatura
- Marian Stolarczyk – „Działalność lwowskiej Centralnej Rady Narodowej”, Rzeszów 1994, ISBN 83-900-933-6-7
- Zbigniew Fras – „Demokraci w życiu politycznym Galicji w latach 1848–1873”, Wrocław 1997, ISBN 83-229-1577-2